# 吴昊泽
吴昊泽（1987年3月24日—），中國大陸演员。出生於江苏省徐州市。畢業於中央戏剧学院本科班。所属經紀公司為北京花草文化传播有限公司。曾出演電視劇《彩虹甜心》、《乔家大院2》和《我叫郝聪明2》。

## 早年經歷
吴昊泽出生于江苏省徐州市，他从小就喜欢唱歌、跳舞、足球。此外，吴昊泽还做过一段时间的运动员  。2005年，吴昊泽怀揣着对表演的热爱，独自一人来到北京，并顺利考入中央戏剧学院表演系本科班  。

## 作品

### 电视剧
- 2011年《铠甲勇士刑天》饰 徐霆飞
- 2011年《彩虹甜心》饰 田宝元
- 2012年《身边的幸福》饰 钟小刚
- 2012年《微博达人》饰 秦天北
- 2013年《千金归来》饰 赵毅
- 2013年《天使艾美丽》饰霍德
- 2014年《满仓进城》饰 梁小龙；齐迹
- 2016年《我叫郝聪明之笨蛋爱上两个你》饰 池墨/宋晓晓
- 2017年《进击吧，闪电！》饰 邵康
- 2018年《诚忠堂》饰 乔映宵
- 2019年《我的莫格利男孩》饰 凌宇
- 2020年《楼下女友请签收》饰 顾云洲
- 2020年《女孩们在那年夏天》(网络剧)饰 聂远航
- 2021年《他在逆光中告白》(网络剧)飾 江浩
- 2021年《原来我很爱你》飾 鐘誠(客串)
- 2022年《蕨草少女的白日梦》(网络剧)饰 凤流清
- 2022年《买定离手我爱你》(2018年拍攝)饰 林思贤
- 2022年《闻香榭》(网络剧)饰 柳中平 (客串)
- 2023年《为你逆光而来》(网络剧)飾 丁北凡
- 2023年《欢迎来到麦乐村》飾 刘天明
- 2024年《奔向所有时空的你》(网络剧)飾  邢南
- 2025年《魔方游戏之罪杀》(网络短剧)飾 陈飞
- 待播《非常营救》飾 杨迪
- 待播《苔小》(网络剧)
- 待播《明明我先喜欢你》(网络剧)飾 肖楠
- 待播《云襄传之将进酒》飾 秦苍穹

### 电影
- 2014年《渴望的青春》饰 刘演说
- 2014年《缉毒》饰 杨林
- 2018年《大唐妖物志杀人凤凰》饰 薛坦
- 2018年《药仙》饰 水苏